# Niebo południowe

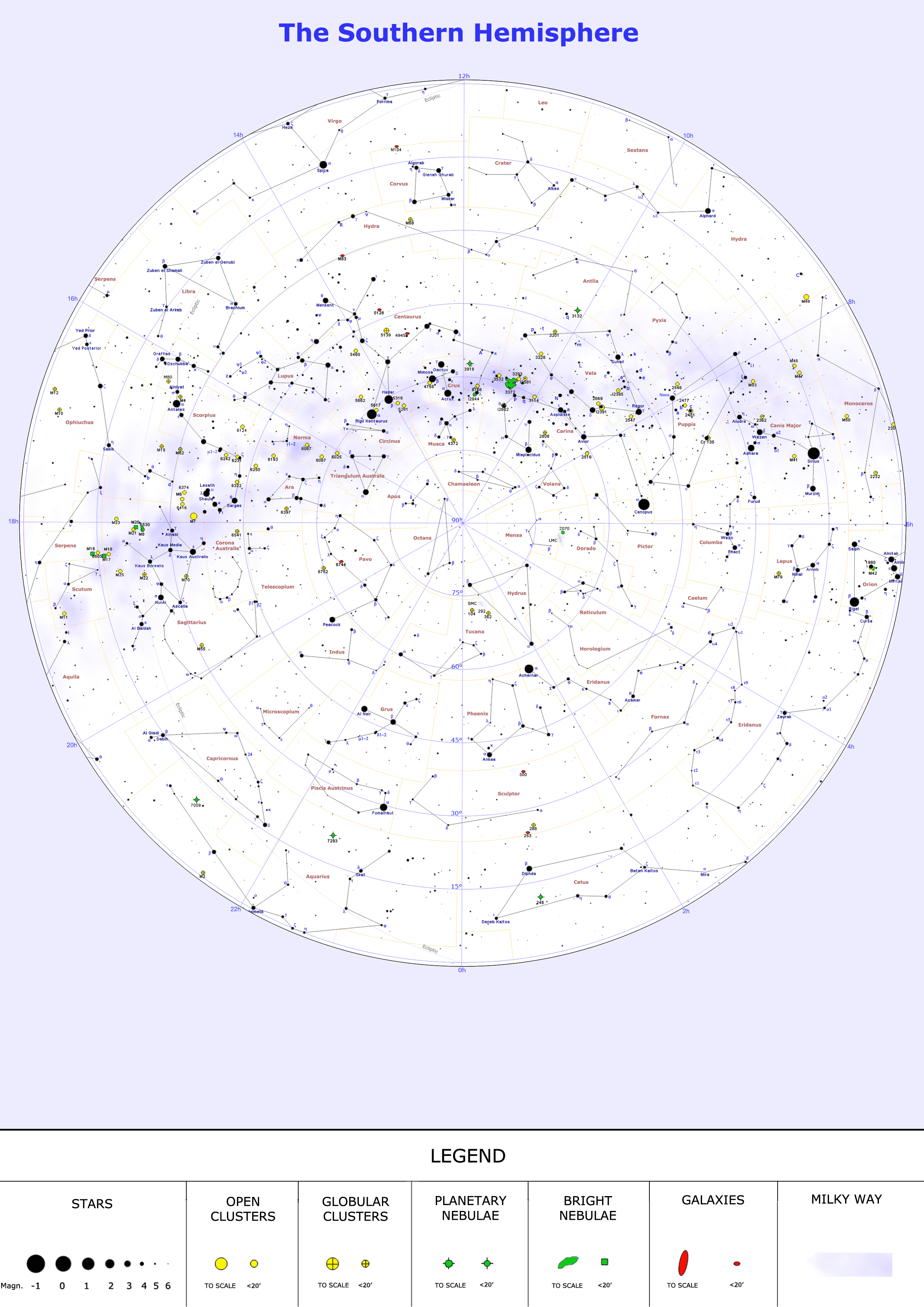
Mapa nieba południowego.

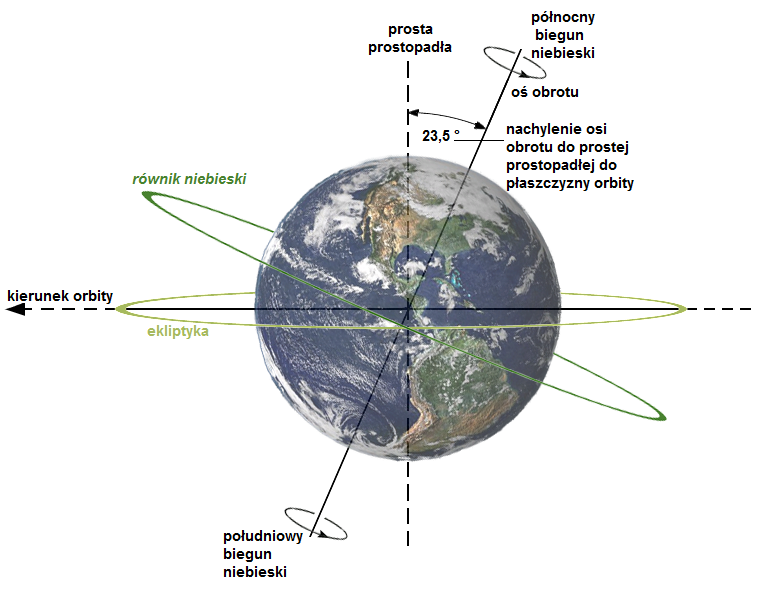
Równik niebieski dzielący niebo na niebo północne i niebo południowe.

Niebo południowe – półsfera sfery niebieskiej na południe od równika niebieskiego. Płaszczyzna równika niebieskiego dzieli sferę niebieską na niebo północne i niebo południowe.
Jest to część nieba, widoczna dla obserwatora znajdującego się w środku Ziemi stojącego na nieprzeźroczystej powierzchni będącej płaszczyzną równika niebieskiego z głową skierowaną w kierunku bieguna południowego.
W praktyce  dla każdego obserwatora znajdującego na półkuli południowej niebo południowe jest naturalnym firmamentem. Obserwator znajdujący się na równiku widzi zarówno niebo południowe  jak i północne. W czasie podróży na południe obserwator będzie mógł widzieć coraz mniej nieba północnego, a więcej południowego. Gdy znajdzie się na biegunie południowym, to będzie mógł widzieć tylko niebo południowe.

## Gwiazdozbiory nieba południowego
Do najbardziej rozpoznawalnych gwiazdozbiorów nieba południowego należą: Krzyż Południa, Trójkąt Południowy, Oktant i Ptak Rajski. 